# Jun'ichi Yoda
Jun'ichi Yoda (与田凖, Yoda Jun'ichi), né le 25 juin 1905 dans la préfecture de Fukuoka et mort le 3 février 1997, est un poète japonais et une importante personnalité parmi les auteurs de livres pour enfants durant l'ère Shōwa.

## Jeunesse
Jun'ichi Yoda naît à Setaka, actuelle Miyama (Fukuoka), en 1905, deuxième fils d'otarō Asayama et Sue, puis est adopté comme héritier des Yoda, un proche des Asayama.

## Carrière littéraire
Enseignant dans des écoles élémentaires à Chikugo, Yoda étudie auprès de Hakushū Kitahara. Puis il s'installe à Tokyo où il devient rédacteur en chef de Akai Tori (« oiseau rouge »), une influente revue littéraire pour enfants que publie Miekichi Suzuki tandis que Nankichi Niimi est actif à cette époque. En 1929, Yoda publie son premier livre pour enfants, Drapeau, abeille et nuage (『旗・蜂・雲』).
De 1950 à 1960, Yoda donne des conférences sur la littérature pour enfants à l'Université pour femmes du Japon. En 1962 il devient président de l'Association japonaise des écrivains pour enfants. Il reçoit en 1967 le prix de la culture Sankei pour la littérature enfantine pour « Les œuvres complètes de Jun'ichi Yoda » (『与田凖一全集』) et le prix Noma de littérature enfantine pour Noyuki Yamayuki (『野ゆき山ゆき』) en 1973.  Michio Mado et Kimiko Aman ont été ses élèves.

## Œuvres (titres en anglais)
- "A Goat and a Dish" 『山羊とお皿』
- "12 Stumps" 『十二の切株』
- "Bippu and the Town Mayor" 『びっぷとちょうちょう』
- "A Song of Playing with a Ball Hitting with the Hand" 『てまりのうた』
- "The Complete Works of Jun'ichi Yoda" 『与田凖一全集』

## Source de la traduction
- (en) Cet article est partiellement ou en totalité issu de l’article de Wikipédia en anglais intitulé « Jun'ichi Yoda » (voir la liste des auteurs).